# Arajet
Arajet SA (opererend als Arajet ) is een ultra-low-cost luchtvaartmaatschappij en de nationale luchtvaartmaatschappij van de Dominicaanse Republiek. De activiteiten begonnen op 15 september 2022 met een eerste vlucht naar Barranquilla, Colombia.

## Vloot
De vloot van Arajet bestaat uit de volgende vliegtuigen:
| Vliegtuigen     | In dienst | Bestellingen | Passagiers                                                  | Passagiers                                                  | Passagiers                                                  | Kenteken plaat                                              | Leeftijd                                                    | Cijfers                                                     |
| Vliegtuigen     | In dienst | Bestellingen | Toerist+                                                    | Toerist                                                     | Totaal                                                      | Kenteken plaat                                              | Leeftijd                                                    | Cijfers                                                     |
| --------------- | --------- | ------------ | ----------------------------------------------------------- | ----------------------------------------------------------- | ----------------------------------------------------------- | ----------------------------------------------------------- | ----------------------------------------------------------- | ----------------------------------------------------------- |
| Boeing 737 MAX8 | 9         | 18           | 8                                                           | 177                                                         | 185                                                         | HI1027 « Nieuwe Vallei »                                    | 1,7 jaar                                                    | In dienst sinds mei 2022                                    |
| Boeing 737 MAX8 | 9         | 18           | 8                                                           | 177                                                         | 185                                                         | HI1026 « Duarte Piek »                                      | 1,8 jaar                                                    | In dienst sinds maart 2022                                  |
| Boeing 737 MAX8 | 9         | 18           | 8                                                           | 177                                                         | 185                                                         | HI1078 « De Drie Ogen »                                     | 4,2 jaar                                                    | In dienst sinds augustus 2022                               |
| Boeing 737 MAX8 | 9         | 18           | 8                                                           | 177                                                         | 185                                                         | HI1082 “Inheemse Ogen”                                      | 4,5 jaar                                                    | In dienst sinds juli 2022                                   |
| Boeing 737 MAX8 | 9         | 18           | 8                                                           | 177                                                         | 185                                                         | HI1081 « Jaragua »                                          | 4,6 jaar                                                    | In dienst sinds juni 2022                                   |
| Boeing 737 MAX8 | 9         | 18           | 8                                                           | 177                                                         | 185                                                         | HI1099 « Meer Enriquillo »                                  | 0,2 jaar                                                    | In dienst sinds december 2023                               |
| Boeing 737 MAX8 | 9         | 18           | 8                                                           | 177                                                         | 185                                                         | HI1104 « Saona-eiland »                                     | 5,3 jaar                                                    | In dienst sinds november 2023                               |
| Boeing 737 MAX8 | 9         | 18           | 8                                                           | 177                                                         | 185                                                         | HI1103 « Adelaarsbaai »                                     | 6,4 jaar                                                    | In dienst sinds december 2023                               |
| Boeing 737 MAX8 | 9         | 18           | 8                                                           | 177                                                         | 185                                                         | HI1098 « Laguna Redonda - Miches »                          | 0,2 jaar                                                    | In dienst sinds december 2023                               |
| Totaal          | 9         | 18           | Gemiddelde leeftijd van de vloot (november 2023): 3,7 jaar. | Gemiddelde leeftijd van de vloot (november 2023): 3,7 jaar. | Gemiddelde leeftijd van de vloot (november 2023): 3,7 jaar. | Gemiddelde leeftijd van de vloot (november 2023): 3,7 jaar. | Gemiddelde leeftijd van de vloot (november 2023): 3,7 jaar. | Gemiddelde leeftijd van de vloot (november 2023): 3,7 jaar. |

Zoals te zien is in Cirium Fleet Analyzer, staan er nog drie andere Boeing 737 MAX 8’s gepland voor levering in november en in januari en februari 2024 (ze zouden er twee ontvangen: HI1098 en HI1103).

### Oude vloot

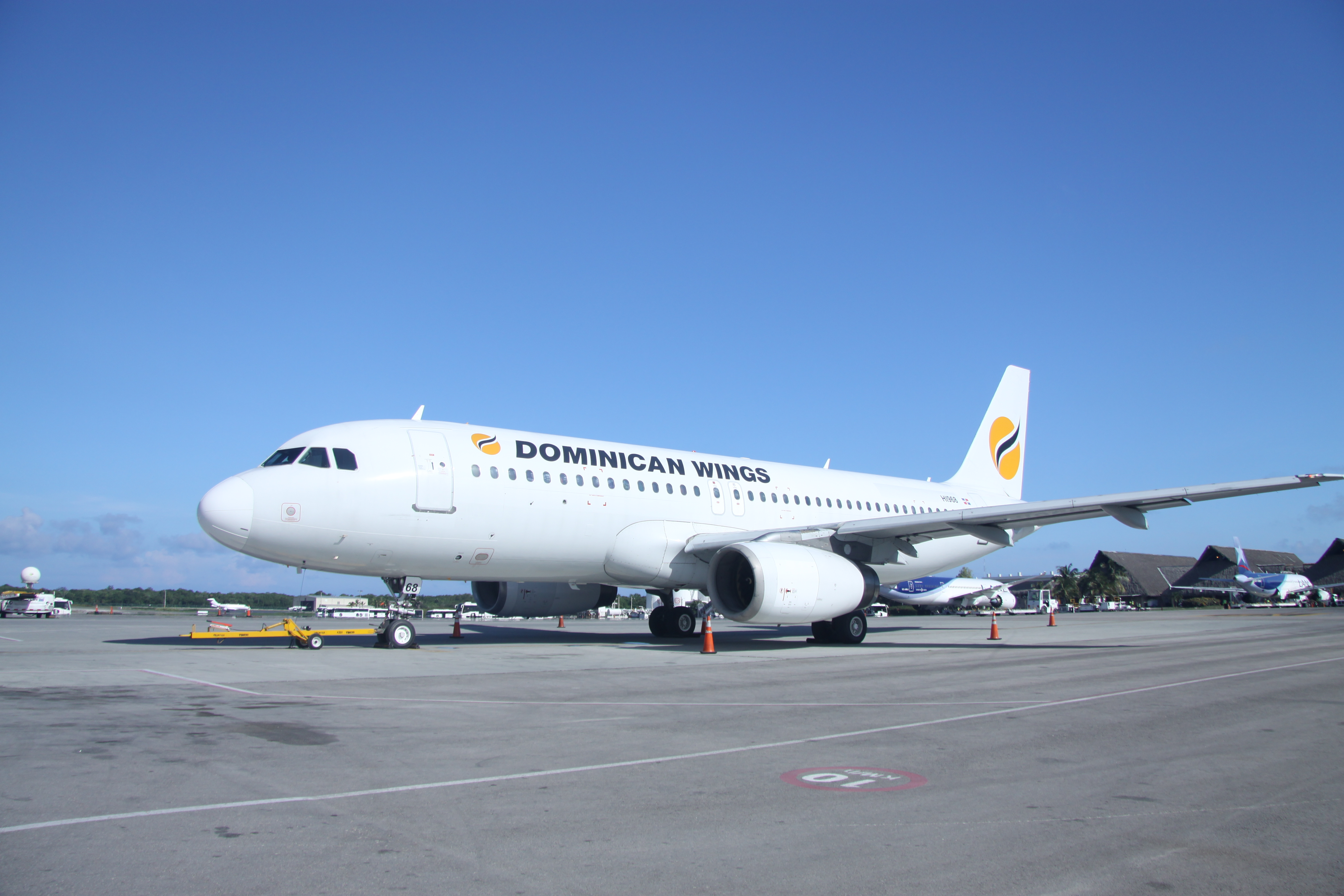
Voormalig Airbus A320-200 (HI-968) van Dominican Wings

Als Dominican Wings beschikte het bedrijf over de volgende vliegtuigen:
| Vliegtuigen    | Totaal | Ingevoegd | Gepensioneerd | Toelage |
| -------------- | ------ | --------- | ------------- | ------- |
| AirbusA320-200 | 1      | 2015      | 2016          | HI968   |

## Bestemmingen

Geserveerd door Arajet
Gepland om te worden bediend door Arajet

De luchtvaartmaatschappij exploiteert momenteel de volgende bestemmingen vanaf haar twee belangrijkste luchthavens (Santo Domingo en Santiago de los Caballeros):
| Landen                                                         | Bestemming                               | Luchthaven                                         | Wekelijkse frequenties vanaf Santo Domingo                                  | Wekelijkse frequenties vanaf Santiago de los Caballeros |
| Noord-Amerika (2 landen, 4 bestemmingen)                       | Noord-Amerika (2 landen, 4 bestemmingen) | Noord-Amerika (2 landen, 4 bestemmingen)           | Noord-Amerika (2 landen, 4 bestemmingen)                                    | Noord-Amerika (2 landen, 4 bestemmingen)                |
| -------------------------------------------------------------- | ---------------------------------------- | -------------------------------------------------- | --------------------------------------------------------------------------- | ------------------------------------------------------- |
| Canada                                                         | Toronto                                  | Internationale Luchthaven Toronto Pearson          | 4 (teruggebracht tot 3 wekelijkse frequenties vanaf april 2024)             | —                                                       |
| Canada                                                         | Montreal                                 | Internationale Luchthaven Pierre Elliott Trudeau   | 4 (teruggebracht tot 3 wekelijkse frequenties vanaf 3 april 2024)           | —                                                       |
| Mexico                                                         | Cancún                                   | Internationale Luchthaven van Cancún               | 6                                                                           | —                                                       |
| Mexico                                                         | Mexico-Stad                              | Internationale Luchthaven Felipe Ángeles           | 7                                                                           | —                                                       |
| Centraal-Amerika (3 landen, 3 bestemmingen)                    |                                          |                                                    |                                                                             |                                                         |
| Costa Rica                                                     | San José                                 | Internationale Luchthaven Juan Santamaría          | 4 (stijgt naar 6 wekelijkse frequenties tussen 9 januari en 29 maart 2024)  | —                                                       |
| El Salvador                                                    | San Salvador                             | Luchthaven El Salvador                             | 6 (stijgt naar 7 wekelijkse frequenties tussen 8 januari en 29 maart 2024)  | —                                                       |
| Guatemala                                                      | Guatemala-Stad                           | Internationale Luchthaven La Aurora                | 4 (stijgt naar 6 wekelijkse frequenties tussen 12 januari en 30 maart 2024) | —                                                       |
| Caraïben (5 landen, 6 bestemmingen)                            |                                          |                                                    |                                                                             |                                                         |
| Aruba                                                          | Oranjestad                               | Internationale Luchthaven Koningin Beatrix         | 2                                                                           | —                                                       |
| Curaçao                                                        | Willemstad                               | Curaçao Internationale Luchthaven (via AUA)        | 2                                                                           | —                                                       |
| Jamaica                                                        | Kingston                                 | Norman Manley Internationale Luchthaven.           | 4                                                                           | —                                                       |
| Dominicaanse Republiek                                         | Santo Domingo                            | Internationale Luchthaven Las Américas             | HUB                                                                         | 2                                                       |
| Dominicaanse Republiek                                         | Santiago de los Caballeros               | Internationale Luchthaven van de Cibao             | —                                                                           | HUB ondergeschikt                                       |
| Sint Maarten                                                   | Philipsburg                              | Internationale Luchthaven Prinses Juliaan          | 2                                                                           | —                                                       |
| Zuid-Amerika (6 landen, 9 bestemmingen)                        |                                          |                                                    |                                                                             |                                                         |
| Argentinië                                                     | Buenos Aires                             | Internationale Luchthaven Ministro Pistarini       | 3 (stijgt naar 4 wekelijkse frequenties in april en 7 in juni 2024)         | 2                                                       |
| Brazilië                                                       | São Paulo                                | Internationale Luchthaven van São Paulo-Guarulhos  | 3 (stijgt naar 7 wekelijkse frequenties vanaf april 2024)                   | 1                                                       |
| Colombia                                                       | Bogotá                                   | Internationale Luchthaven El Dorado                | 3                                                                           | 2 (feindigt op 29 maart 2024)                           |
| Colombia                                                       | Cartagena                                | Internationale Luchthaven Rafael Núñez             | 3 (stijgt naar 4-5 wekelijkse frequenties in april en 6-7 in juni 2024)     | —                                                       |
| Colombia                                                       | Medellín                                 | Internationale Luchthaven José María Córdova       | 3 (wordt vanaf 3 april 2024 verhoogd naar 5 wekelijkse frequenties)         | 2                                                       |
| Chili                                                          | Santiago de Chile                        | Internationale Luchthaven Arturo Merino Benitez    | 3                                                                           | 1                                                       |
| Ecuador                                                        | Guayaquil                                | Internationale Luchthaven José Joaquín de Olmedo   | 2 (zal rechtstreeks opereren vanaf 20 juni 2024)                            | —                                                       |
| Ecuador                                                        | Quito                                    | Internationale Luchthaven Mariscal Sucre (vía GYE) | 2 (zal rechtstreeks opereren vanaf 20 juni 2024)                            | —                                                       |
| Peru                                                           | Lima                                     | Internationale Luchthaven Jorge Chávez             | 2 (wordt vanaf 2 april 2024 verhoogd naar 3 wekelijkse frequenties)         | —                                                       |
| Totaal: 16 Landen, 23 bestemmingen, 72 wekelijkse frequenties. |                                          |                                                    |                                                                             |                                                         |

### Toekomstige bestemmingen
| Land               | Bestemming              | Luchthaven                                              | Noten          |
| ------------------ | ----------------------- | ------------------------------------------------------- | -------------- |
| Barbados           | Bridgetown              | Internationale LuchthavenGrantley Adams                 | Opstartplannen |
| Bolivia            | Santa Cruz de la Sierra | Internationale Luchthaven Viru Viru                     | Opstartplannen |
| Brazilië           | Río de Janeiro          | Internationale Luchthaven van Galeão                    | Opstartplannen |
| Cuba               | Havana                  | Internationale Luchthaven José Martí                    | Opstartplannen |
| Verenigde Staten   | Atlantic City           | Internationale Luchthaven van Atlantic City             | Opstartplannen |
| Verenigde Staten   | Baltimore               | Internationale Luchthaven van Baltimore-Washington      | Opstartplannen |
| Verenigde Staten   | Boston                  | Internationale Luchthaven Boston-Logan                  | Opstartplannen |
| Verenigde Staten   | Chicago                 | Internationale Luchthaven Chicago O'Hare                | Opstartplannen |
| Verenigde Staten   | Philadelphia            | Internationale Luchthaven van Philadelphia              | Opstartplannen |
| Verenigde Staten   | Fort Lauderdale         | Internationale Luchthaven van Fort Lauderdale-Hollywood | Opstartplannen |
| Verenigde Staten   | Houston                 | Intercontinentale Luchthavenl George Bush               | Opstartplannen |
| Verenigde Staten   | Los Angeles             | Internationale Luchthaven van Los Ángeles               | Opstartplannen |
| Verenigde Staten   | Miami                   | Internationale Luchthaven Miami                         | Opstartplannen |
| Verenigde Staten   | Newark                  | Internationale Luchthaven Newark Liberty                | Opstartplannen |
| Verenigde Staten   | New York                | Internationale Luchthaven John F Kennedy                | Opstartplannen |
| Verenigde Staten   | Orlando                 | Internationale Luchthaven van Orlando                   | Opstartplannen |
| Verenigde Staten   | Tampa                   | Internationale Luchthaven van Tampa                     | Opstartplannen |
| Verenigde Staten   | Washington D. C.        | Internationale Luchthaven van Washington-Dulles         | Opstartplannen |
| Guadeloupe         | Pointe-à-Pitre          | Internationale Luchthaven Pointe-à-Pitre Le Raizet      | Opstartplannen |
| Honduras           | San Pedro Sula          | Internationale Luchthaven Ramón Villeda Morales         | Opstartplannen |
| Honduras           | Tegucigalpa             | Internationale Luchthaven van Palmerola                 | Opstartplannen |
| Panama             | Ciudad de Panamá        | Internationale Luchthaven Tocumen                       | Opstartplannen |
| Paraguay           | Asunción                | Internationale Luchthaven Silvio Pettirossi             | Opstartplannen |
| Puerto Rico        | San Juan                | Internationale Luchthaven Luis Muñoz Marín              | Opstartplannen |
| Trinidad en Tobago | Port of Spain           | Internationale Luchthaven de Piarco                     | Opstartplannen |
| Uruguay            | Montevideo              | Internationale Luchthaven de Carrasco                   | Opstartplannen |

### Vroegere bestemmingen
| Land     | Bestemming   | Luchthaven                                       | Begin datum       | Beëindigingsdatum |
| -------- | ------------ | ------------------------------------------------ | ----------------- | ----------------- |
| Colombia | Barranquilla | De internationale luchthaven Ernesto Cortissoz   | 15 september 2022 | 25 augustus 2023  |
| Colombia | Kali         | Internationale luchthaven Alfonso Bonilla Aragón | 15 september 2022 | 31 juli 2023      |
| Mexico   | Monterey     | Internationale luchthaven Monterrey              | 30 september 2022 | 10 januari 2023   |

## Eerste vlucht
De eerste officiële vlucht van genoemde luchtvaartmaatschappij vond plaats op zaterdag 13 augustus 2022 van Santo Domingo naar Bogotá (Colombia). Ruim 125 mensen die behoren tot "La Peña por un Mejor País" namen deel aan de reis, waaronder functionarissen, opinieleiders, bedrijfsleiders, advocaten, diplomaten en speciale gasten, met het belang de kwaliteiten van de Boeing 737 te kunnen laten zien. MAX 8 vliegtuigen die Arajet gebruikt.